# 小冈宁·贝德福德
小冈宁·贝德福德（Gunning Bedford, Jr.，1747年4月13日—1812年3月30日），是一名是出生于特拉华州威明顿市的美国律师和政治家，生前曾經代表特拉华州参加1787年的美国制宪会议。

## 早期生涯
贝德福德出生于宾夕法尼亚州费城，在特拉华州成长，并毕业于普林斯顿大学。
他首先被选为特拉华议会议员，后来被称为特拉华州众议院。他曾担任4期议员，从1783年/1784年，直到1786年/1787年。随后，他担任一个任期为三年的州议员，从1788年/1789年，至1790/1791年，后者即是特拉华州参议院的前身。1778年至1790年期间，他担任特拉华州的第一位总检察长。1787年，他被委任参加联邦制宪会议。

## 制宪会议
贝德福德坚定地主张在联邦政府的框架下，应当给予小型州与大型州同等的权力。他在地方上积累的大量政治经验，以及他在大陆会议中的活动，贝德福德清晰地认识到像特拉华类似州的政治和经济脆弱性。不像其他小型州代表那样单纯希望建立一个强有力的联邦中央政府以保护各州利益不受其他邻州侵占；贝德福德则寻求限制新政府的权力。但当各州冲突分歧严重到破坏制宪会议时，他却将区域利益放在一边，而为国家的整理利益着眼，寻求各州之间的妥协。
比如他考虑到强大的联邦政府可能被人口众多、实力强大的大州控制，火暴的他甚至警告其他代表，小州可能会寻求外国联盟以保证他们利益。他说道：“小州可能会寻求一些更有荣誉和诚信的外国进行联盟，以获取公平和合作。”这一言论被其他代表视为叛徒并遭到严重批评。在最初，他和一些代表们只是希望单纯地对《邦联条例》进行修改，并且认为，在一个完美的联邦合众国和一个松散的各州邦联中，无法存在一个中间路线。而一旦进行联邦制，接踵而来的问题就是无法保证各州的平等。
然而，在他逐渐接受起草新宪法的思路后，他转而支持新泽西方案，即创建一个全国立法机关并平等地给予各州议员名额，而这正是特拉华州立法机关指指示其代表不能妥协的关键。他呼吁对联邦行政部门的权力进行非常大的限制，并建议一些措施，包各州可以将控制影响力干涉到联邦立法和司法权，包括由各州立法机关推举联邦大法官。贝德福德的这些主张，被乔治亚州代表威廉姆·皮尔斯称道，后者形容他是一位“大胆的”演讲者，以“非常强势和醒目的方式”，“温柔与冲动语气沉淀于他的判断中”。
当意识到他的不屈不挠的坚持可能会危机整个联盟，贝德福德采取了更为灵活的态度。他同意参加该起草康涅狄格妥协案，此案解决了棘手的代表问题，并促使会议能够最终接受新政府的方案。

## 后期生涯
1787年，他代表特拉华州签署《美利坚合众国宪法》。由于他和约翰·迪金森、理查德·巴塞特等人的努力，特拉华州成为首个批准合众国宪法的州。他的法律素养也受到联邦各州官员的广为赞誉，他被特拉华州参议院、乔治·里德和理查德·巴塞特等人举荐，负责审查关于组建联邦司法体系的法案。
贝德福德赞扬这个法案，后者成为《1789年司法法》，为当时最重要的法案之一。尽管他为自己的工作感到骄傲，但仍然表达了一些观点。他承认美国的普通法很难界定。“然而，美国固有的尊严要求法律的定义必须明确，而且这些引用的法律应当是我们自己国家的法律。如果任何其他法律的原则是对的、值得我们借鉴，我们应当纳为己用”。他相信，美利坚合众国宪法的批准是“法律思想解放”的时刻，它宣称“当基础已经奠定后，上层建筑必须进行建造。”
1789年9月24日，贝德福德被乔治·华盛顿总统，成为首位美国特拉华联邦地区法院法官。1789年9月26日，他的职位被美国参议员批准，并于同日收到委任令。他担任这一职位直到去世。1790年，他辞去了特拉华州的总检察长职位。
贝德福德从来没有丢掉他对当地社群的教育兴趣。他相信建立学校是第一要务，并致力于提高威尔明顿的教育。他是威尔明顿学院的董事会主席，当此校改为威尔明顿学院后，但担任第一任校长。他还兼任特拉华共济会首任大头领。
他死于威尔明顿，并葬于长老会公墓。此墓地现在是是威尔明顿学院图书馆；而他的遗骸转移到位于特拉华州克里斯蒂娜的公理会公墓。